# Celeste Poma
Celeste Poma (10 de noviembre de 1991) es una jugadora profesional de voleibol italiano, juego de posición líbero. 